# Robert Morton Nance
Robert Morton Nance (Cardiff, 10 april 1873 - Hayle, 27 mei 1959) was een Britse taalkundige, die ijverde voor de herleving van het Cornisch. Daarnaast hield hij zich bezig met de geschiedenis van de scheepvaart.

## Levensloop
Nance werd geboren in Cardiff, Wales, maar hij was van Cornische afkomst. Hij volgde een kunstopleiding in Engeland en Frankrijk en ontwikkelde zich tot een verdienstelijk schilder. In 1898 publiceerde hij het gedicht The Merry Ballad of the Cornish Pasty, een ode aan het traditionele Cornische gerecht Cornish pasty. In 1906 verhuisde hij naar Cornwall en vestigde hij zich in Nancledra bij St. Ives. Hij kwam in contact met Henry Jenner, die zich al jaren inspande om van het Cornisch weer een levende taal te maken. In 1904 had Jenner een Handbook of the Cornish Language gepubliceerd. In 1909 begonnen Jenner en Nance te corresponderen in het Cornisch.
In 1920 stichtten Jenner en Nance de Old Cornwall Society in St. Ives, die in 1924 werd omgezet in de Federation of Old Cornwall Societies. In 1925 verscheen het eerste nummer van Old Cornwall, het tijdschrift van de federatie, waarvan Nance redacteur was. In 1928 was hij een van de oprichters van de Gorsedh Kernow, een organisatie die het gebruik van het Cornisch wil bevorderen. Mensen die zich verdienstelijk hebben gemaakt voor het Cornisch krijgen van de Gorsedh de titel bard. De leider van het College van Barden is de Grote Bard (Cornisch: Bardh Meur). Nance kreeg de titel bard al in het oprichtingsjaar. Als bard nam hij de naam Mordon (‘golf van de zee’) aan.
Nance ontwierp een uniforme spelling voor het Cornisch. In 1929 publiceerde hij Cornish for All, waarin hij zijn spelling introduceerde en zijn ideeën voor een Kernewek Unys (‘Unified Cornish’, ‘Genormaliseerd Cornisch’) uiteenzette. Na de dood van Jenner in 1934 werd hij de tweede Grote Bard van de Gorsedh Kernow. Van 1951 tot 1955 was hij president van het Royal Institution of Cornwall, een genootschap dat is gevestigd in Truro en zich bezighoudt met de geschiedenis van Cornwall.
In 1934 publiceerde hij een English-Cornish Dictionary en in 1938 A New Cornish-English Dictionary. Nance hechtte veel waarde aan de continuïteit van de Cornische beweging. Een bekende uitspraak van hem was: ‘One generation has set Cornish on its feet. It is now for another to make it walk.’ (‘Eén generatie heeft het Cornisch op zijn voeten gezet. Het is nu aan een andere generatie om het te laten lopen.’)
Nance was ook een pionier op het gebied van de geschiedenis van de scheepvaart. In 1910 was hij een van de oprichters van de Society for Nautical Research. In 1924 publiceerde hij het boek Sailing-ship Models: A Selection from European and American Collections with Introductory Text. Hij combineerde zijn beide passies in het boek A Glossary of Cornish Sea Words, dat postuum verscheen.

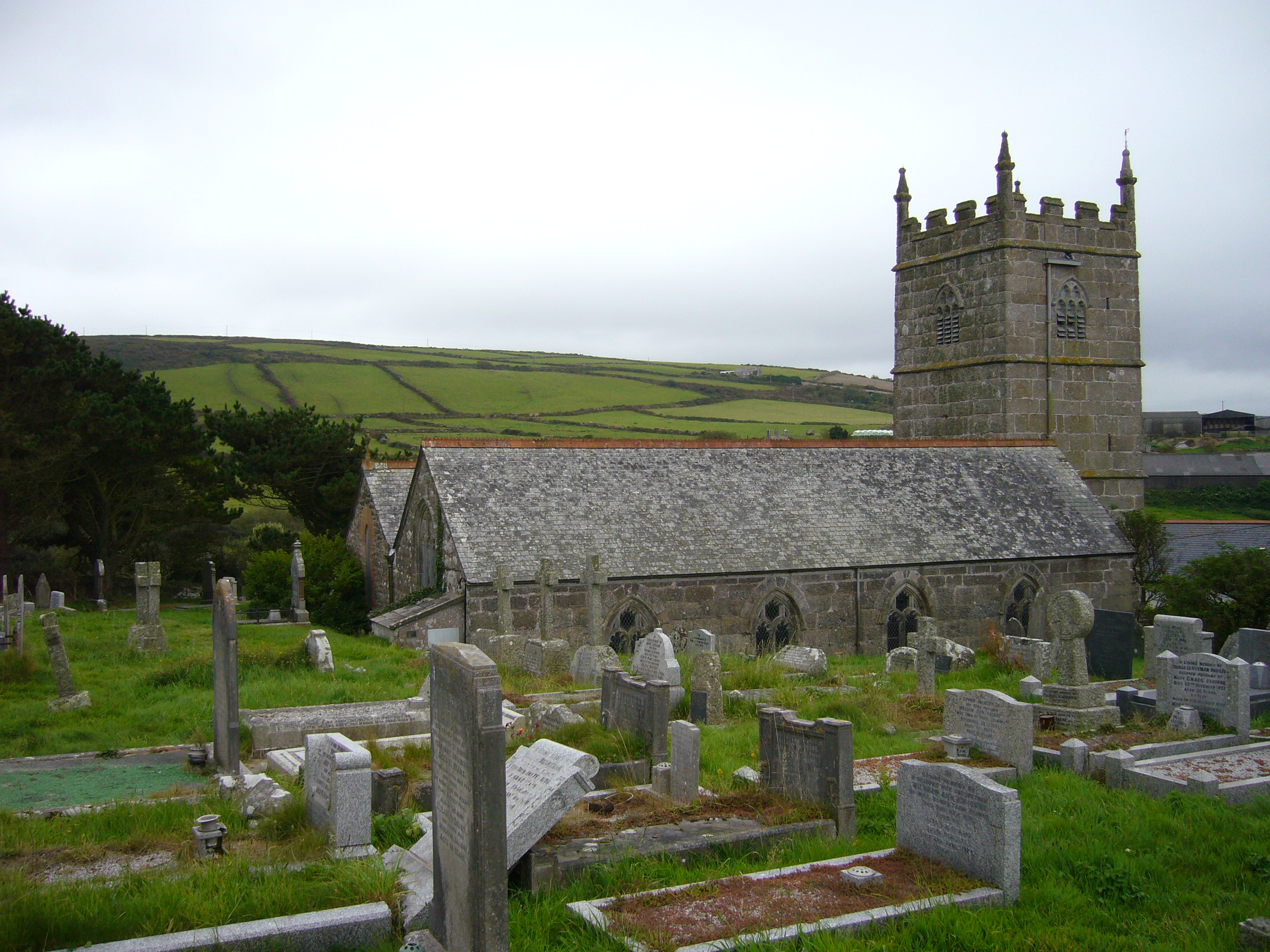
Het kerkhof in Zennor, waar Nance begraven ligt

Nance overleed in 1959. Hij werd begraven op het kerkhof bij de kerk van Sint-Senara in Zennor.

## Nance' reconstructie van het Cornisch
Anders dan Jenner, die wilde voortbouwen op het Laatcornisch, ging Nance bij zijn reconstructie van de taal uit van het Middelcornisch, dat in zijn ogen zuiverder was en nog niet beïnvloed door het Engels. De basis was dus de woordenschat van de mysteriespelen die in die taal zijn overgeleverd. Nance vulde deze tamelijk eenzijdige woordenschat aan met woorden uit het Vroeg- en Laatcornisch en zelfs met woorden uit verwante talen als Welsh en Bretons.
Voor moderne begrippen moest Nance neologismen introduceren. Zo werd ‘televisie’ pellwolok (‘ver zicht’), ‘telefoon’ pellgowser (‘verspreker’) en ‘fiets’ margh-horn (‘ijzeren paard’). Pellwolok en pellgowser zijn nog steeds in gebruik, maar margh-horn is inmiddels vervangen door diwros (‘tweewieler’).
In de jaren zeventig kwam de eerste kritiek op Nance' Kernewek Unys (‘Unified Cornish’, ‘Genormaliseerd Cornisch’). De critici betoogden dat het een kunsttaal was, die in deze vorm op geen enkel moment in de geschiedenis was gesproken. Bovendien gaf de spelling heel weinig houvast voor de uitspraak.
In de jaren tachtig ontstonden naast het Genormaliseerd Cornisch twee andere scholen. Ken George baseerde zijn Kernewek Kemmyn (‘Standaard-Cornisch’) op een computerreconstructie van de uitspraak van de taal in de 15e en 16e eeuw. Zijn spelling week echter zozeer af van wat de Cornisch sprekende gemeenschap gewend was dat George weinig navolging vond. Zo werd het woord chy (‘huis’) in het Standaard-Cornisch tji. Richard Gendall baseerde zijn Curnoack Nowedga (‘Modern Cornisch’) op het Laatcornisch. In 1997 kwam Nicholas Williams met een herziene versie van Nance' Genormaliseerd Cornisch, het ‘Herzien Genormaliseerd Cornisch’ (Kernowek Unys Amendys).
In 2008 maakte de Cornish Language Partnership een eind aan de richtingenstrijd met de standaardspelling Furv Skrifys Savonek, ‘Standaard geschreven vorm’.

## Publicaties van Robert Morton Nance (selectie)
- 1912: Britain's Sea Story (met E.E. Speight)
- 1923: A Glossary of Celtic Words in Cornish Dialect
- 1924: Sailing-ship Models: A Selection from European and American Collections with Introductory Text (2e, herziene druk in 1949)
- 1929: Cornish for All: A Guide to Unified Cornish (2e, herziene druk in 1958)
- 1934: English-Cornish Dictionary (met A.S.D. Smith; herziene editie in 1952)
- 1938: Gerlyver noweth Kernewek ha Sawsnek/A New Cornish-English Dictionary (herziene editie in 1955)
- 1956: The Cledry Plays: Drolls of Old Cornwall for village acting and home reading (moderne mysteriespelen in het Cornisch)
- 1963: A Glossary of Cornish Sea Words
- z.j.: A Guide to Cornish Place-names; With a List of the Words Contained in Them (drie edities, voor 1971)

- Gemeinsame Normdatei: 116882476
- International Standard Name Identifier: 0000 0001 1588 7634
- Library of Congress Control Number: nr87000403
- Nationale Bibliotheek van Letland: 000331076
- Nationale Bibliotheek van Israël: 987007317721505171
- Nederlandse Thesaurus van Auteursnamen: 068066090
- SNAC: w6kt0t5j
- Système universitaire de documentation: 056943032
- Trove: 929618
- Union List of Artist Names: 500006466
- Virtual International Authority File: 5301211
- WorldCat: E39PBJdRx9gwYwvFFdW399TJXd